# Robin Rahm
Lennie Arne Robin Rahm (* am 13. September 1986 in Torsby) ist ein schwedischer Eishockeytorwart, der seit August 2020 beim HKM Zvolen aus der slowakischen Tipos-Extraliga unter Vertrag steht.

## Karriere
Rahm begann seine Karriere in den diversen Nachwuchsmannschaften von Sunne IK, wo er beginnend mit der Saison 2002/03 hin und wieder als Backup-Torhüter der Kampfmannschaft auflief. Ab 2005 übernahm er dort die Rolle des ersten Torhüters und absolvierte in seiner Premierensaison 22 Spiele. Dabei erspielte er sich eine Fangquote von 91,70 % und schien damit auf Platz zwei dieser Statistik auf, wenngleich seine Mannschaft den vorletzten Platz in der Tabelle belegte.
In der Folgesaison verbesserte er seine Leistungen nochmals, jedoch verfehlte sein Team abermals einen Playoff-Platz. Im Saisonverlauf wurde er kurzfristig an Södertälje SK in der Allsvenskan und Frölunda HC in der Elitserien verliehen, verzeichnete jedoch nur Einsätze als Backuptorhüter. Im Jahr 2008 unterzeichnete er einen Zweijahresvertrag mit Frölunda und war für einen Einsatz bei dessen Farmteam Borås HC vorgesehen. Aufgrund einer Leistenverletzung verpasste er jedoch den Saisonbeginn und begann erneut bei Sunne IK, ehe er im Verlauf der Saison doch noch bei Borås auflief. Er spielte auch in der Folgesaison bei dem Team, das sich jedoch nicht für die Playoffs qualifizieren konnte.
Im Jahr 2009 unterzeichnete er einen Vertrag beim Erstligisten Färjestad BK. Gegen Ende der Saison, als er und der erste Torwart Henrik Karlsson verletzt waren, hatte Rahm das Glück, als erster wieder zu genesen, woraufhin er Karlssons Rolle übernahm und diese auch während der Playoffs behielt.
Rahms Karriere wurde allerdings nur wenig später jäh unterbrochen: am 5. August 2010 wurde bekannt, dass Rahm positiv auf Doping (Anabolika) getestet worden war, woraufhin er für zwei Jahre gesperrt wurde. Färjestad BK löste den Vertrag mit ihm umgehend auf.
Nach seiner Sperre einigte Rahm sich zunächst auf einen Vertrag mit dem Zweitligisten Örebro HK, spielte jedoch nie für das Team. Brynäs IF aus der ersten Liga löste den Vertrag noch vor Saisonbeginn ab und übernahm Rahm in dessen Kader. Er lief eineinhalb Spielzeiten für den Club auf, ehe er zur Mitte der zweiten Saison von den Malmö Redhawks aus der Allsvenskan unter Vertrag genommen wurde. Ab 2014 lief er für AIK Solna aus derselben Liga auf und blieb für zweieinhalb Jahre bei dem Club, wobei er gute Leistungen zeigen konnte.
In der Spielzeit 2016/17 wurde er an den dänischen Erstligisten SønderjyskE Ishockey ausgeliehen. Dies brachte ihm für die Folgesaison einen Vertrag bei deren Ligakonkurrenten Odense Bulldogs ein, mit denen er jedoch die Playoffs verpasste. Ende der Saison kehrte er daher nochmals nach Schweden zurück und absolvierte neun Spiele für deb ZweitLigisten Leksands IF.
Im Frühjahr 2018 nahmen ihn die Graz 99ers aus der Erste Bank Eishockey Liga unter Vertrag. Er verpasste jedoch aufgrund einer Verletzung den Saisonstart und wurde zwischenzeitlich durch Linus Lundin vertreten. Seinen Liga-Einstand verzeichnete er am 30. Oktober 2018; dabei erzielte er in den beiden ersten Spielen jeweils ein Shutout.
In der Saison 2019/20 spielte er für den GKS Katowice in der Polska Hokej Liga, ehe er im August 2020 vom HKM Zvolen aus der slowakischen Tipos-Extraliga verpflichtet wurde. Mit dem HKM gewann er 2021 die slowakische Meisterschaft.